# 筒井順慶
筒井 順慶（つつい じゅんけい）は、戦国時代から安土桃山時代にかけての武将、戦国大名。得度して順慶と称する前は、はじめ藤勝（ふじかつ）、のちに藤政（ふじまさ）と名乗っていた。大和筒井城主、後に大和国郡山城主。幼くして家督を継ぎ大和国に侵入した松永久秀と戦い続け、後に織田信長に仕え、大和国首となった。事績については『多聞院日記』に詳らかに記述されている。

## 生涯

### 出生から家督相続
大和国の戦国大名・筒井順昭の子として生まれた。筒井氏は興福寺一乗院に属する宗徒で、そのうち棟梁として指揮し寺務の配下として奈良市中を管理する官符宗徒の筒井家が武士化し、父親順昭の代には大和最大の武士団となり、筒井城を拠点に大和の多数の豪族を従え戦国大名化していた。母は山田道安の娘・大方殿。
天文19年（1550年）、父が28歳で病死したため、叔父の筒井順政の後見の元、2歳で家督を継ぐこととなる。当時の大和は、興福寺の勢力が強く僧兵も擁したが、その下に「大和四家」と呼ばれる筒井氏、越智氏、箸尾氏、十市氏が勢力を伸ばし争ってきた、守護職の存在しない国であった。

### 松永久秀、大和侵攻
永禄2年（1559年）から三好長慶の寵臣である松永久秀が侵攻し、同年7月24日久秀が大軍での初戦の筒井城東南の石上（現・天理市石上町）の井戸良弘の井戸城を攻めた際に、叔父の順政は背後から取り巻く後詰に出陣したが、久秀にかなわず救援に失敗。井戸城は開城した。その責任を取り逼塞後、永禄7年（1564年）3月には堺で死去してしまう 。この間に永禄3年4月5日久秀は大和に再び侵入して軍事侵攻を進め、11月には信貴山城に入城する。永禄4年（1561年）には筒井氏と協力関係にあった十市遠勝が久秀に降伏し娘を人質に出すなど、筒井氏にとって制圧され続ける厳しい情勢にあった。
永禄8年（1565年）8月、三好三人衆と松永久通の軍勢が将軍足利義輝を殺害したが（永禄の変）、11月16日、松永久秀と三好三人衆は決裂してしまう。松永久秀は急遽、後ろ盾をなくした順慶の基盤が揺らいでいるところに奇襲を仕掛け、同11月18日、順慶は居城・筒井城を追われている（筒井城の戦い）。この時、箸尾高春・高田当次郎といった麾下の勢力が順慶から離れている。居城を追われた順慶は、一族の布施左京進のいる布施城に逃走した。一部の史料は河内国へ逃れたと伝えるが、あまり信憑性はないといわれている。
後に順慶は布施氏の下で力を蓄え、離反した高田氏の居城である高田城を攻撃している。

### 筒井城争奪戦
永禄9年（1566年）になると、順慶は松永軍に対する反撃を開始する。順慶は三好三人衆と結託し、筒井城の奪還を企図する。4月11日から21日にかけて両軍の間で戦闘が行われ、美濃庄城を孤立させて降伏させている。順慶と三人衆は筒井城へ迫った。対して5月19日久秀は大和を通過し河内に赴いて同盟関係であった畠山氏・遊佐氏と合流、堺で三好義継と久秀との間で戦闘が起こった。順慶はこの間に筒井城の奪還を計画し筒井城周囲に設置された松永の陣所を焼き払うなどした。
久秀は筒井城の救援には向かえず（『多聞院日記』『細川両家記』）、友能登屋、臙脂屋（べにや）に斡旋させて和睦を結び、5月30日に姿を消した。周囲の陣を焼き払い、外堀を埋めた順慶は本格的に城の奪還に着手、6月8日、ついに城の奪還を果たした。順慶が筒井城を奪還できた背景には、阿波三好家の重臣・篠原長房の進軍によって久秀の足場が揺らぎ、筒井城に軍勢を差し向けられる余裕がなかったことが指摘されている。
筒井城を奪還した順慶は9月26日春日大社に参詣した。その2日後28日に、宗慶権大僧都を戒師として得度し藤政から陽舜房順慶と改名した（正式に順慶を名乗るのはこの時から）。
永禄10年（1567年）、順慶は再び三人衆や篠原長房と結び、奈良の大仏殿を占拠し城塞化して、多聞城の久秀と対峙した。10月10日久秀軍が東大寺に討ち入り決戦し大仏殿が久秀軍の兵火の残り火の失火で焼け落ちるが久秀側が勝つこととなる（東大寺大仏殿の戦い）。
この頃、織田信長の台頭がみられ、永禄11年（1568年）には足利義昭を奉じて上洛、三人衆は信長に抵抗して9月に畿内から駆逐され、足利義栄も上洛できないまま急死し、義昭が15代将軍に擁立され、畿内は信長に平定された。松永久秀はすでに、永禄9年（1566年）には織田信長・足利義昭と誼を通じていたが、対する順慶は久秀の打倒に専念するあまり、情報収集が遅滞した。劣勢の順慶を見限り、菅田備前守などの家臣が順慶から離反し七條を焼き討ちしている。
そして、松永久秀は幕府の直臣（信長の家臣ではなく、義昭の家臣）となり、永禄11年10月4日将軍と信長に伏礼し「大和一国は久秀の進退次第」と大和国の支配権を承認された。これに筒井順慶与力の井戸氏・豊田氏10数家が筒井方の中坊氏が仲介し義昭に降伏しようとしたが、信長が認めず、扱いに差をつけられた（『多聞院日記』翌日条）。
久秀は、郡山辰巳衆を統率して筒井城に迫り、順慶は叔父の福住順弘の下へと落ちのびた。10月10日には、信長の応援軍の佐久間信盛、細川藤孝の2万が来軍し、両軍で大和を制圧し始める。福住城にいた順慶だが、元亀元年（1570年）に十市遠勝の死によって内訌を生じた十市城を攻め落とし、さらに松永方の城となっていた窪之庄城を奪回し、椿尾上城を築城するなど、久秀と渡り合うための準備をしていた。一方、久秀は同年12月には三好三人衆や阿波三好家と和睦を成立させ、順慶と三人衆による共闘体制は瓦解してしまう。
翌元亀2年（1571年）5月になると松永久秀（または久通）は、足利義昭方の畠山秋高や和田惟政と申し合わせ敵対を企てたとして自らの指揮下にあった安見右近を自害させ、その居城・交野城を攻めている。これに呼応して三人衆も畠山秋高の守る高屋城を攻め、翌月には三好義継もそこに加わった。
この中、同年6月11日足利義昭は突然に方針を変更して筒井順慶に接近し、九条家の娘・多加姫を養女として順慶に嫁がせ、幕府方へ引き入れている。これを順慶を宿敵とする久秀は許せず、7月11日には久秀は義昭直臣の和田惟政（わだ これまさ）の居城・高槻城を義継や三好長逸とともに攻撃し、幕府離脱と手切れが決定的になる。
順慶は将軍の後見を得て戦況の打開を狙い、井戸良弘に命令して辰市城築城に着手、7月3日に完成した同城は松永攻略の橋頭堡となった。城の着工が迅速に行われた背景には、順慶を支持する地元の人々の経済的な支援があったと考えられる。
攻撃のため松永久秀・久通父子、三好義継らの連合軍は、8月4日には辰市城に迫り大規模な合戦に及んだ。しかし、順慶はこれを迎え討ち、松永軍に大きな被害を与え、死傷兵1,000人余、首は500、歴戦の武将たちや奉行人ら、重臣では久秀の甥や重臣の竹内秀勝らを打ち取った（辰市城の戦い）。敗戦した久秀は筒井城を放棄し、順慶は再び筒井城を奪還することに成功した。筒井城の奪還によって、信貴山城と多聞山城を繋ぐ経路が分断され、久秀は劣勢に立たされることとなった。

### 織田信長に臣従
元亀2年（1571年）10月25日、順慶は明智光秀の斡旋をもって信長に臣従し、久秀も佐久間信盛を通じて信長に臣従したので、同年11月1日に光秀・信盛の仲介で順慶と久秀は和睦したとする。やがて久秀は同じく信長と対立するようになった将軍・足利義昭などと結託する（信長包囲網）に加わるが、順慶は北小路城に久秀・久通父子を招待して猿楽を催すなど表面上はしばらく円滑な関係が続いたとされる（『和州諸将軍伝』）。
元亀3年（1572年）4月、三好義継は久秀らとともに交野城を再度攻囲し、信長は軍勢を送りそれを救援した。これにより久秀と信長の関係は破綻し、以後織田方の順慶と松永久秀は衝突を繰り返していく。この年の12月には武田信玄が三方ヶ原の戦いで織田・徳川連合軍を破って信長との対立を決定的にし、翌元亀4年（1573年）2月には足利義昭も信長を敵として挙兵するなど、信長やそれに与する順慶は劣勢に陥った。
しかし、同年4月には武田信玄が病死し、7月に義昭が槙島城の戦いで信長に敗れて京都を追放され、それを匿った三好義継も11月に信長に討伐されると（若江城の戦い）、12月、松永久秀も多聞山城を取り巻かれ和議を申し込み、同城を明け渡す条件で降伏した。12月26日、多聞山城は開城された。
天正2年（1574年）正月、久秀は岐阜城に伺候しており、同じ月に順慶も岐阜を訪れ織田信長に拝謁し、3月23日、信長の臣従に際しその証として母親を人質として差し出している（『多聞院日記』）。その後、順慶は信長傘下で参戦する。
天正3年（1575年）2月27日、順慶は信長の娘か妹を妻に迎える（『多聞院日記』）。同年3月に原田直政が大和守護に任命されると、その与力となり、同年5月の長篠の戦いで信長に鉄砲隊50人を供出、同年8月の越前一向一揆攻略にも原田直政が率いる大和軍勢総員の内の隊で参戦した。だが、原田は天正4年（1576年）5月3日、石山本願寺の戦いの三津寺砦攻め（現・大阪市中央区）で多数の鉄砲隊の反撃で戦死する。

### 大和国首へ
同年（1576年）5月10日、信長により明智光秀と万見仙千代が使者となり「大和一国一円筒井順慶存知」として大和国支配を任される（『多聞院日記』同日条）。同時期に明智光秀の与力となる。5月22日には、人質として差し出していた順慶の母が帰国した。母の帰国を許可されたことの返礼も兼ねて、順慶は築城中であった安土城を訪問、信長に拝謁し、太刀二振に柿、布などを献上し、信長からは縮緬や馬を賜っている。5月30日、光秀が石山本願寺戦の陣地内で重病となり、一乗院で坊衆7人に祈祷させている。
天正5年（1577年）、順慶は他の諸将と共に雑賀一揆の反乱を鎮圧した（紀州征伐）。同年、久秀が信長に対して反旗を翻すと、信貴山城攻めの先鋒を務めている（信貴山城の戦い）。手始めに片岡城を陥落させ、続いて信貴山城へ総攻撃が行われた。10月10日、遂に城は陥落、久秀父子は切腹または焼死した。また、『大和志科』は、久秀の遺骸を順慶が回収し、達磨寺に手厚く葬ったと記述している。『和洲諸将軍伝』にも、久秀の遺骸が達磨寺に葬られた旨の記述があるが、ここでは久秀の遺骸を回収し葬った人物は「入江大五良」と書かれている。
久秀父子の滅亡もあって、天正6年（1578年）に大和平定が果たされた。同年、信長の命令により龍王山城を破却している。同年4月、播磨攻めに参戦し、6月には神吉頼定が籠城する神吉城を攻撃している。帰国後の10月には、石山本願寺に呼応した吉野の一向衆徒を制圧し、天正7年（1579年）には、信長に反逆した荒木村重が篭る有岡城攻めに参加した（有岡城の戦い）。
天正8年（1580年）、居城を筒井城から郡山城へ移転する計画を立てていた所に、8月に信長より本城とする城以外の城の破却をさせる「一国破城令」が出る。順慶は筒井城はじめ支城を破却し、築城した郡山城に移転した。筒井城から郡山城へ拠点を移した根拠としては、筒井城が低湿地の戦国城で守りに向くが、水害の影響を被りやすく平時の拠点には不都合だったという問題があった。同年9月8日、信長が大和一帯の差出検地を順慶に命じ、12月まで明智光秀と滝川一益が奉行として派遣されて実行している。これに伴い、10月28日に戒重・岡弥二郎・大仏供・高田当次郎など、かつて松永久秀に追従していた筒井家配下の人物達が、信長に一度離反した咎で明智光秀らの主導で処断された。11月7日付「國中一円筒井存知」の信長朱印状で正式に大和一国が任され、郡山城入城が言い渡される（多聞院日記同月9日）。実際の入城は同年11月12日となった。大和差出・検地は大和一国への実施による軍役負荷を謳い、一国破城令は、国主一城制と国人らの全居城を破壊して、筒井家支配強化と軍事統一制を確立し、それに伴う信長からの軍事指揮権を徹底させるものであった。
天正9年（1581年）6月3日、かねてより確執があった吐田遠秀を謀殺し、その領地1,000石を信長朱印をもらう手続きで取っている（『多聞院日記』各同日条）。
同年の天正伊賀の乱では他の武将とともに織田信雄に属し、9月3日に大和から伊賀へと進攻、3,700の手勢を指揮し、蒲生氏郷とともに比自山の裾野に布陣するが、伊賀衆の夜襲を受け、半数の兵士を失っている。この時、伊賀の地理に精通していた菊川清九郎という家臣が順慶の窮地を救ったといわれる（比自山城の戦い）。その経緯については『伊乱記』が描写している。

### 本能寺の変の後
天正10年（1582年）6月2日、明智光秀が信長を討ち取った本能寺の変が起こった。順慶は福住順弘・布施左京進・慈明寺順国・箸尾高春・島清興（左近）・松倉重信ら一族、重臣を召集して評定を行った。光秀は順慶が与力で信長の傘下に入る際の仲介者で縁戚関係でもあり、武辺の多い織田軍団としては数少ない教養人同士として友人関係であった。そのため、光秀から変の後に味方になるよう誘われた。
順慶は辰市近隣まで派兵して陣を敷いたが、積極的には動かなかった。だが、消極的ながらも近江に兵を出して光秀に協力した。
その後も評定を重ね、一度河内国へ軍を差し向ける方針を立てたが、結局は食料を備蓄させて篭城する動きをみせた。6月10日には、誓紙を書かせて羽柴秀吉への恭順を決意した。同日、光秀の家臣・藤田伝五郎が順慶に光秀への加勢を促すよう郡山城を訪れたが、順慶はこれを追い返している。6月11日には、順慶が郡山で切腹したという風聞を始め、流言蜚語が流れた。
光秀は与力で親密な関係にあった順慶の加勢を期待して、河内国を抑えるため洞ヶ峠に布陣し、順慶の動静を見守ったが、順慶は静観の態度を貫徹した。洞ヶ峠への布陣は、順慶への牽制、威嚇であったとも解釈されている。なお順慶が洞ヶ峠に布陣したということについては、良質の史料では全く確認することができない。『太閤記』のような俗書でも光秀が布陣して順慶を待ったと書かれている｡『増補筒井家記』には、順慶は島左近の勧めで洞ヶ峠に布陣したと書かれているが、この本は誤謬充満の悪本であり、この説は誤りである。ただ日和見順慶という言葉は相当古くからあったようで、それはこの際における順慶の態度を表現している。
結局、光秀は6月13日に山崎での戦闘の敗走時に、落ち武者狩りに討たれる（山崎の戦い）。光秀は謀反に際し、自らの与力的立場にある近畿地区の織田大名たちが味方してくれることを期待していたが、このうち18万石（大和の与力を合わせると45万石）の順慶と12万石の細川幽斎が味方しなかったことは、その兵力の大きさで致命傷となった。
6月14日、順慶は大和を出立して京都醍醐に向い、羽柴秀吉に拝謁した。この際、秀吉は順慶の遅い参陣を諸将の前で曲事（くせごと）と叱責した。秀吉の叱責によって順慶が、かなり体調を崩したという噂が奈良に広まり、人々は物を隠したり不安の中に消沈した（『多聞院日記』）。6月27日、織田家の後継者を選別する清洲会議が実施され、順慶は他の一般武将達と共に周囲に待機している。7月11日には、秀吉への臣従の証として、養子（従弟、甥でもあった）定次を人質として差し出している。
光秀死後は秀吉の家臣となり、大和の所領は安堵された。天正12年（1584年）2月から大坂城下の船場屋敷で胃痛を訴え床に臥していたが、小牧・長久手の戦いに際して出陣を促され、病後をおして伊勢・美濃へ転戦した。6月11日には帰省する。
天正12年7月大和に帰還して程なく胃病が悪化し、京都に赴き曲直瀬道三の治療を受けるが回復せず8月7日郡山城に帰還する。8月11日、36歳で病死した。翌12日美濃出陣の軍令で筒井家は定次が名代として出陣して京都醍醐で秀吉に謁見し後継を認められた。順慶の遺骸ははじめ円証寺（当時、近年・奈良市林小路町）に葬られた後、10月15日長安寺で順慶の葬儀が盛大に執り行われた（『多聞院日記』10月16日乗）。順慶の五輪塔は昭和19年（1944年）に国の重要文化財に指定されている。

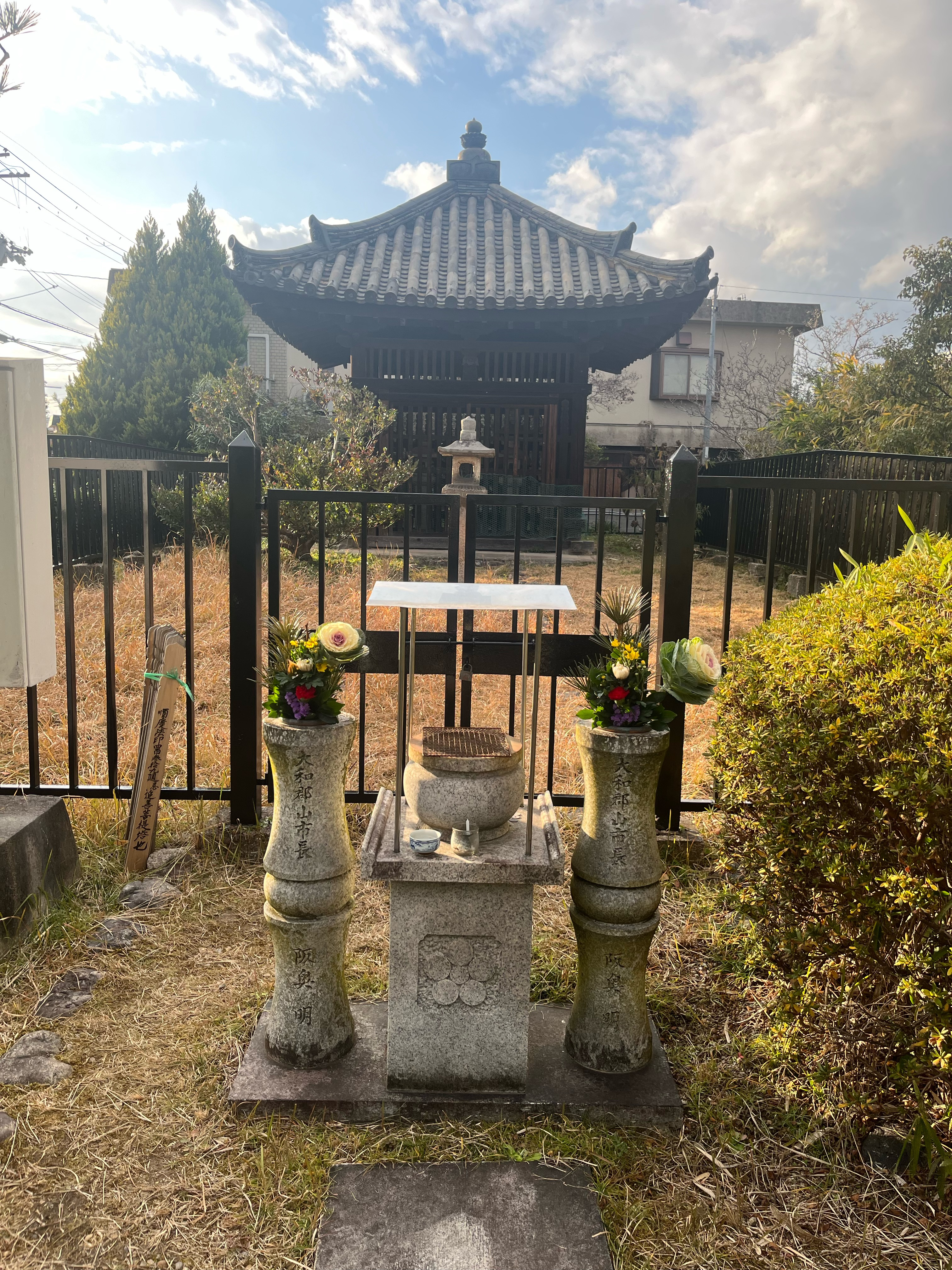
筒井順慶墓所

## 順慶の死後
順慶の重臣だった島左近は順慶の死後、跡を継いだ定次と上手くいかず、特に島と中坊秀祐の家老間の紛議が多く、これが慶長元年（1596年）大干ばつの時の両者領間の水争いで、定次が中坊に有利な裁定をしたと筒井家を離れた。後に石田三成の家臣となり関ヶ原の戦いに参加し戦死した。
天正13年（1585年）閏8月18日、筒井家は順慶亡き後秀吉に伊賀上野に20万石で転封された。小村だった伊賀上野に新たに城と街を築き東海道を監視する抑えとした。徳川方の上杉討伐に動員されたが、上野城が攻められ留守番役の筒井玄播允が戦わず開城して逐電したとの報告で引き返した。そのため、城は取り返したが、関ヶ原の戦いには参戦できず、戦後の加増を受けることはなかった。
その後も定次は豊臣秀頼に年賀の挨拶に参城するなどしたため、家中が徳川派と豊臣派とで分裂し争うこととなった。慶長11年（1606年）12月23日、上野城が火災で罹災し、その復興問題から両派による抗争が再燃した。
慶長13年（1608年）、筒井家重臣の中坊秀祐が家康に主君定次の悪政や鹿狩での倦怠などを訴えたため改易となり、定次と嫡子の順定は陸奥磐城平藩預かりで幽閉となった（筒井騒動）。その後、定次は慶長20年（1615年）3月5日に切腹させられて、筒井家は絶家した。畿内の要衝で豊臣家に対する抑えの伊賀上野に、豊臣との間で曖昧な定次を置く危険性と、定次自体への不信があったとされる。

## 人物
順慶は茶湯、謡曲、歌道など文化面に秀でた教養人であり、能楽では「百万」を好んだ。興福寺薪能には在住している限り積極的に参加していた。国外出陣の際には適切な代役を派遣していた。自身が僧でもあった関係で、仏教への信仰も厚く大和の寺院にたびたび寄進している。ただし、天正8年には鉄砲鋳造のために釣鐘を没収したり、興福寺の寺僧の処罰を命じられたりと、信長政権下では必ずしも寺社の保護ばかりを行っているわけではない。

## 子孫
大名家としては滅亡したが、順慶の傍系子孫の家は幕末までは確認できる。順慶の養子で定慶の弟の順斎（福住順弘の次男）は徳川家康に仕え旗本1千石となり、家名は幕末まで続いた。幕末に日露和親条約の交渉を行った筒井政憲（ただし久世氏の出身で養子として筒井氏を継いだ）が末裔にいる。
山口県文書館所蔵の毛利家文庫の中に、順慶の没後に生まれた実子（順正）が存在したという記述があるが、史実とは認めがたい。

## 江戸期の軍記や不明の説話
- 定次は幽閉中、大坂夏の陣で豊臣家大坂城から寄せ手に射られた矢軸（矢篦）に「羽柴伊賀守定次」の墨書きがあったことから内通の疑いがかけられ切腹させられた（『伊陽安民話』、『翁物語』）。しかしお預け幽閉中のため、定次の内通はありえない[70]。

## 家臣
- 島清興
- 松倉重信
- 森好之
- 福住順弘
- 慈明寺順国
- 山田順清
- 布施左京進
- 十市藤政

## 順慶を主題とする作品
小説
- 筒井康隆『筒井順慶』（現代視点の歴史ミステリー風ドタバタSFであり、歴史小説ではない。最後に順慶自身が現代に出現、信長を野蛮人、光秀を無教養とこきおろす。作者自身の手でマンガ化もされている）。筒井家傍流と伝わる家に生まれたSF作家という設定で筒井康隆自身が主人公をつとめるが、この設定自身もフィクションで、実際は作者は筒井家の子孫ではないという。
- 風野真知雄『筒井順慶』PHP文庫